# Derek Gee
Derek Gee (født 3. august 1997 i Ottawa) er en cykelrytter fra Canada, der er på kontrakt hos Israel-Premier Tech.